# Freising
Freising (dříve také Frigisinga, Frisinga, Freisingen nebo Freysing, latinsky Frisinga (adjektivum Frisingensis), zastaralé české exonymum Frisinky, adj. frisinský/frizinský) je bavorské velké okresní město, které leží asi 30 km SSV od Mnichova na pahorcích nad řekou Isar; 5 km JV od města leží mezinárodní letiště Mnichov. Město má bohatou historii a je to správní středisko zemského okresu Freising.

## Historie
Na dómském vrchu se našly vykopávky z mladší doby kamenné i z doby bronzové, jméno má patrně keltský původ. Od roku 555 zde sídlil první bavorský hrabě a patrně už roku 715 sem přišel francouzský poustevník a biskup svatý Korbinián, k jehož legendě se váže i městský znak: medvěd, který mu prý nosil zavazadlo. Roku 739 biskupství oficiálně založil anglický misionář svatý Bonifác.

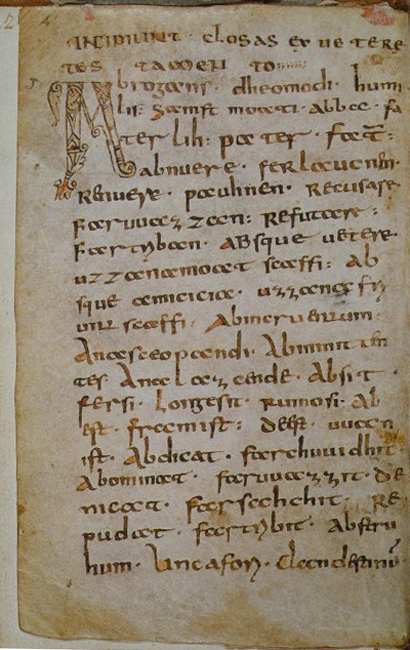
První strana Codexu Abrogans Arbea z Freisingu (Opis, kolem 800)

Biskup Arbeo z Freisingu (723–784), zakladatel knihovny Freisinského dómu, se pokládá za nejstaršího německého spisovatele a jeho latinsko-starohornoněmecký glosář Codex Abrogans (nebo jen Abrogans) za nejstarší dochovanou německou knihu. Biskup Ota z Freisingu (1112–1158) napsal roku 1143 rozsáhlou „světovou kroniku“ (Chronica sive Historia de duabus civitatibus), důležitou i pro nejstarší české dějiny.
Roku 1158 vypukl spor mezi biskupem a bavorským hrabětem Jindřichem Lvem, což se stalo počátkem rivality Freisingu a Mnichova. Patrně v této souvislosti byl vypálen freisinský dóm a místo něj v letech 1159–1205 postavena mohutná románská bazilika, která dodnes stojí, ovšem s gotickou klenbou (1481) a barokní přestavbou interiéru (1619 a 1724). Od roku 1697 bylo ve Freisingu teologické učiliště. Od 15. století získával Mnichov pozvolna převahu, biskupství tam bylo přeneseno ale až roku 1821.

## Doprava a hospodářství
Freising leží na železnici mezi Mnichovem a Řeznem, vede sem linka předměstské železnice S1 z Mnichova, dálnice A92 a od roku 1980 je v těsné blízkosti města mezinárodní letiště Mnichov. To je také zdaleka největší zaměstnavatel freisinských občanů, vedle škol a slavného pivovaru Weihenstephan.

## Školy a kultura
Ve Freisingu je několik středních škol (např. Dom-Gymnasium Freising), odborná vysoká škola, Fakulta potravinářské technologie Technické univerzity Mnichov, jejíž součástí je i pivovar, který se dovolává tradice klášterního pivovaru, doloženého od 12. století, a několik výzkumných ústavů. Do roku 1969 zde fungovala ještě Filozoficko-teologická vysoká škola. U dómu je veliké diecézní muzeum náboženského umění, na náměstí je barokní Asamovo divadlo, obnovené roku 1978, a působí zde řada pěveckých sborů.

## Pamětihodnosti

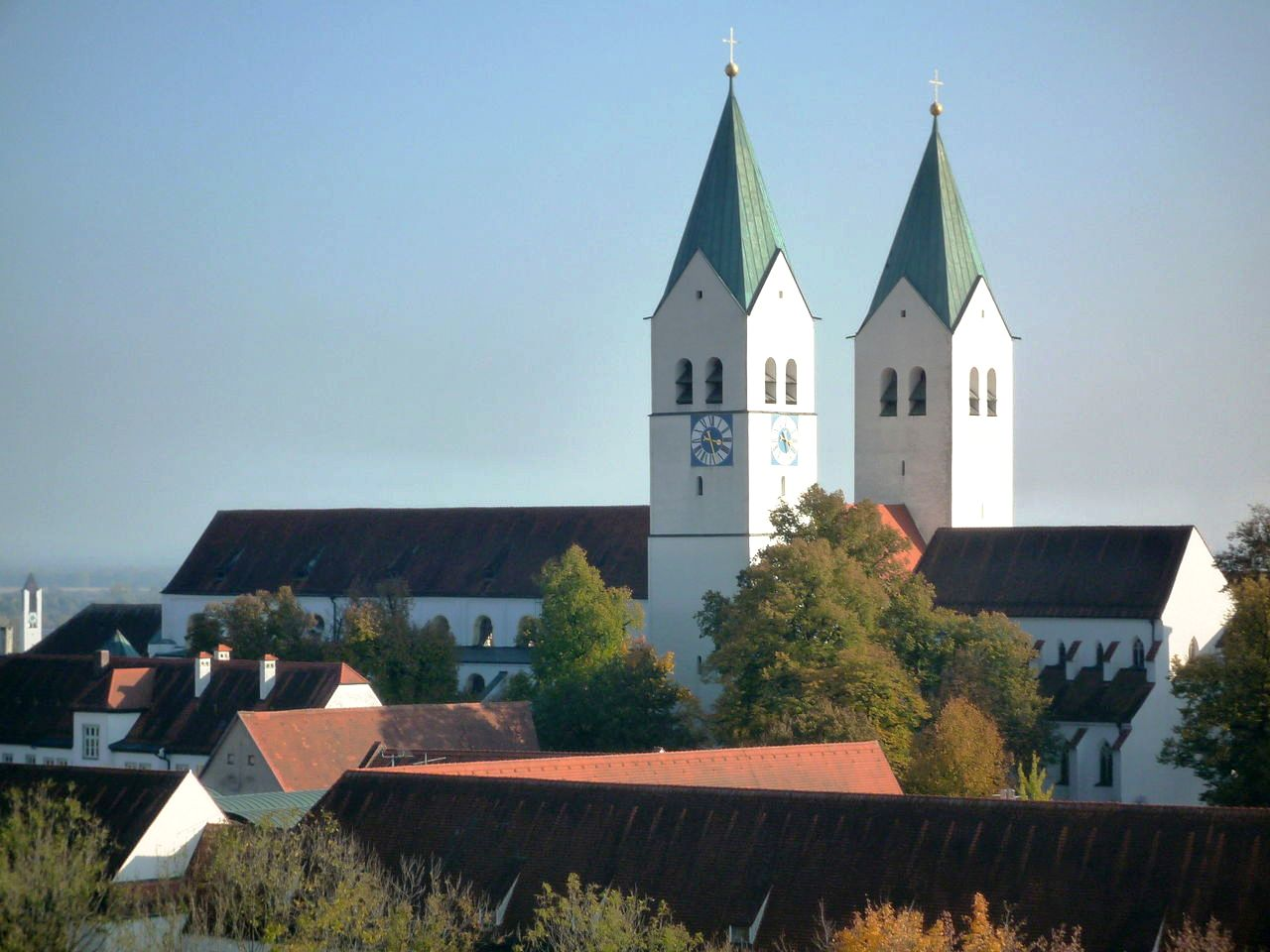
Dóm od JZ

- Románský cihlový dóm P. Marie a sv. Korbiniána s barokní výzdobou bratří Asamů, jehož dvě věže tvoří dominantu města.
- Gotický kostel sv. Jiří z roku 1440 u náměstí s barokní věží, vysokou 84 metrů
- Barokní kostel sv. Petra a Pavla z roku 1700 na místě dřívějšího kláštera premonstrátů, založeného 1141.
- Radnice a mariánský sloup na hlavním náměstí.
- Barokní Asamovo divadlo (1695) (něm. Asamsaal) v knížecím-biskupském lyceu
- Bürgerturm, jediný zbytek městského opevnění, kde je dnes muzeum.
- Řada měšťanských domů ze 17.-19. století.
- Schafhof - původně zemědělský objekt, dnes galerijní budova.
- Někdejší františkánský klášter
- Památkově chráněný objekt tzv. Starého vězení, ve kterém se nachází vězeňské muzeum.
- Vodárenská věž v blízkosti bývalých Vimských kasáren

## Galerie

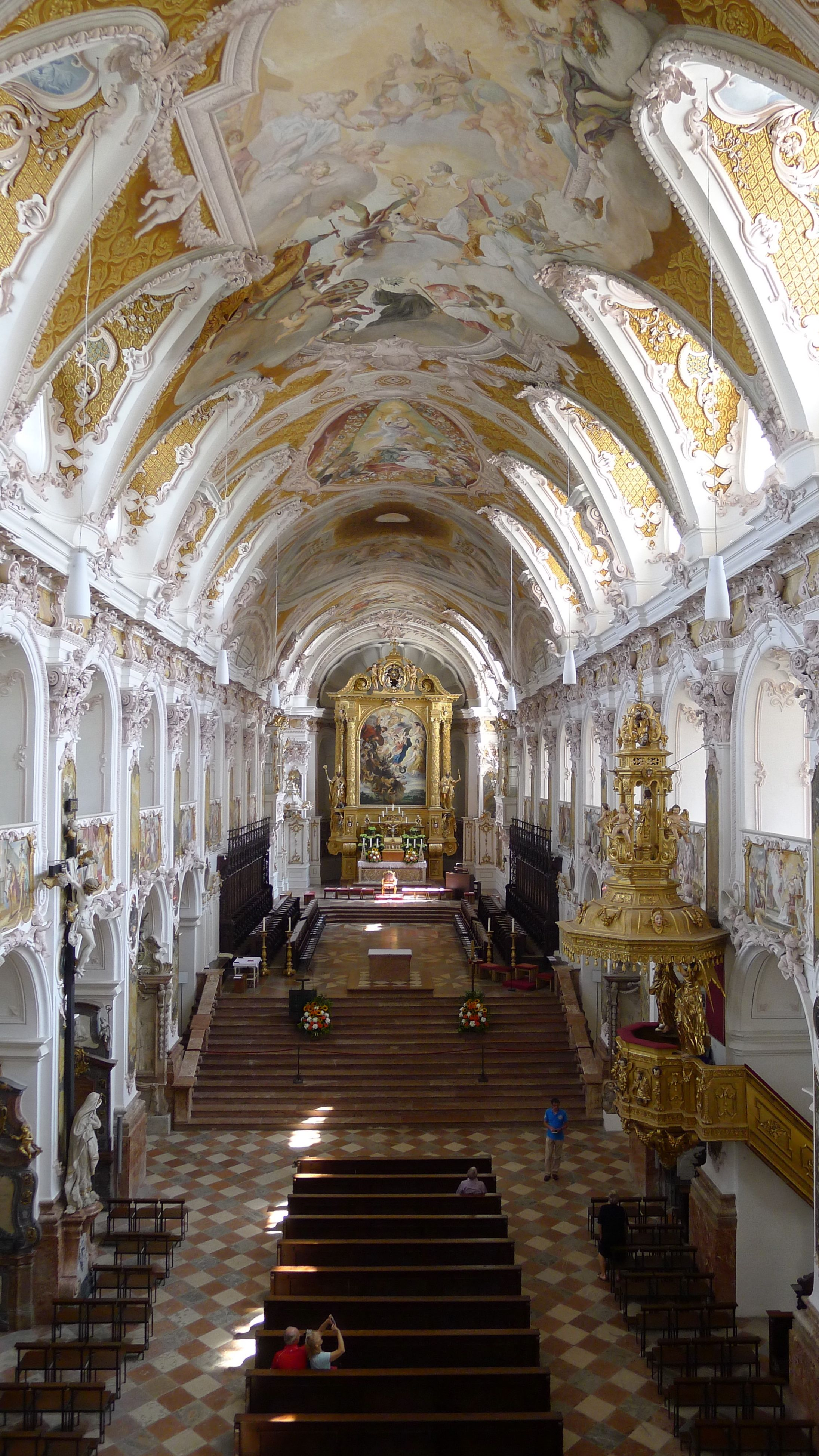
Dóm, hlavní loď
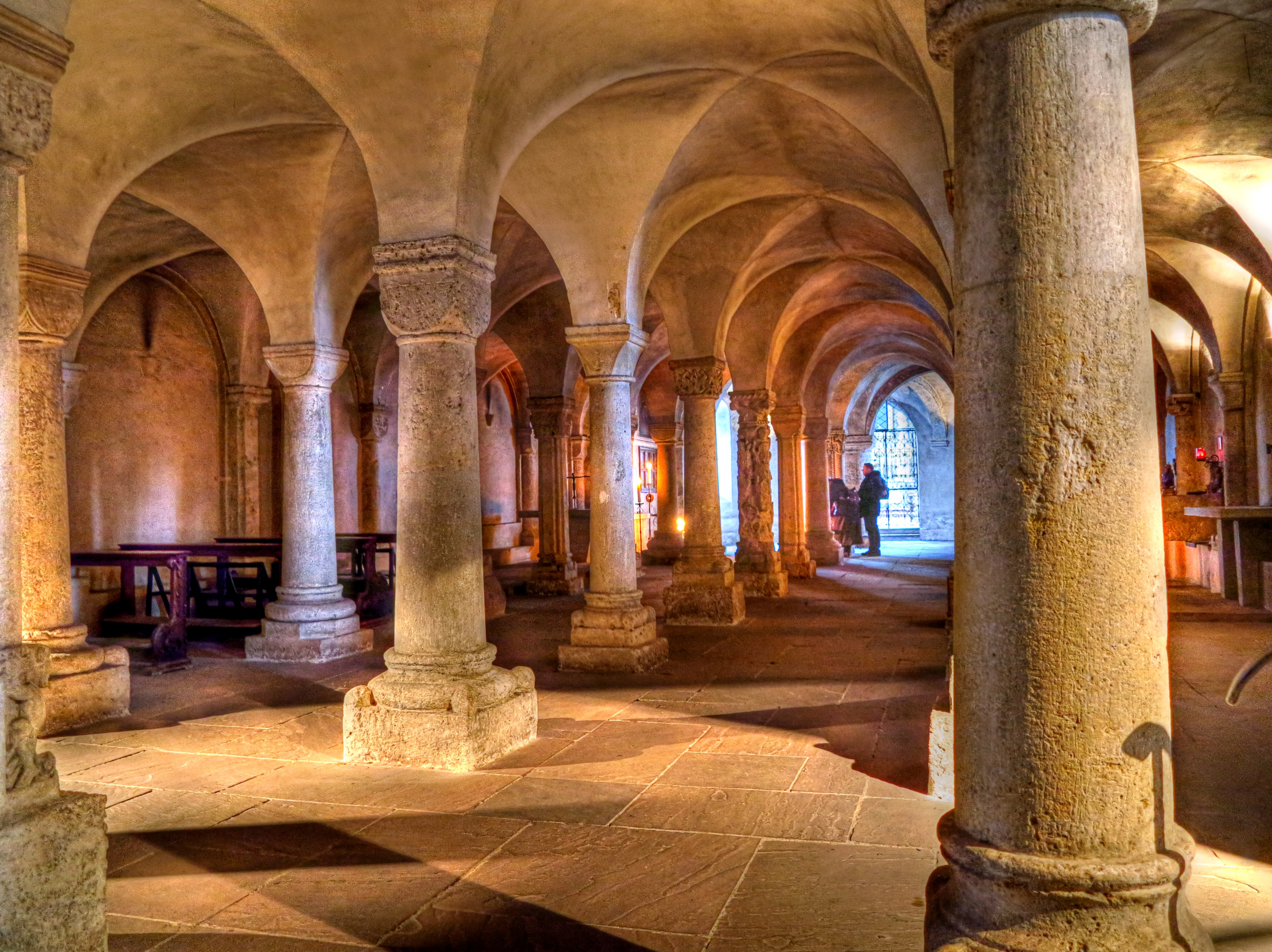
Dóm, krypta
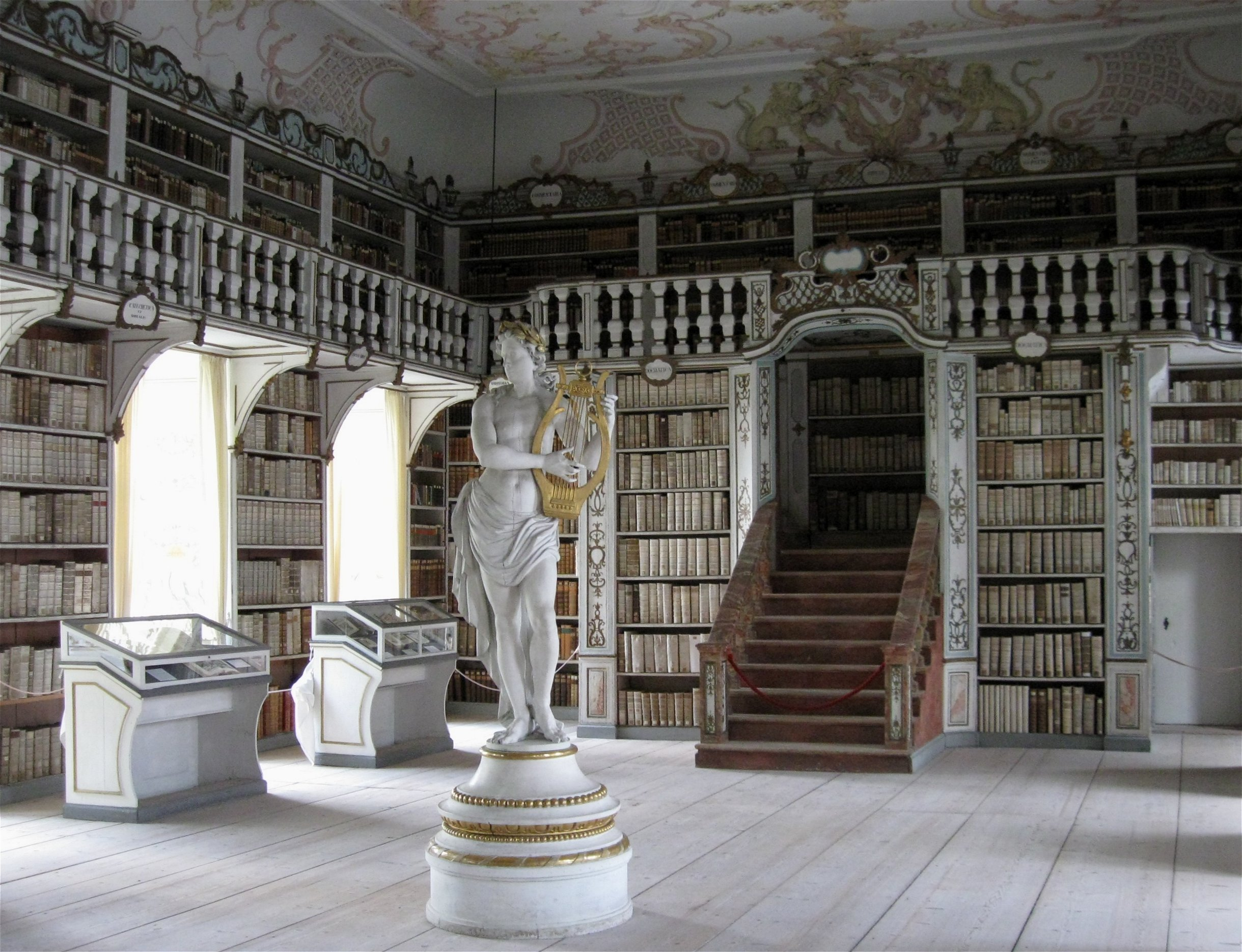
Biskupská knihovna
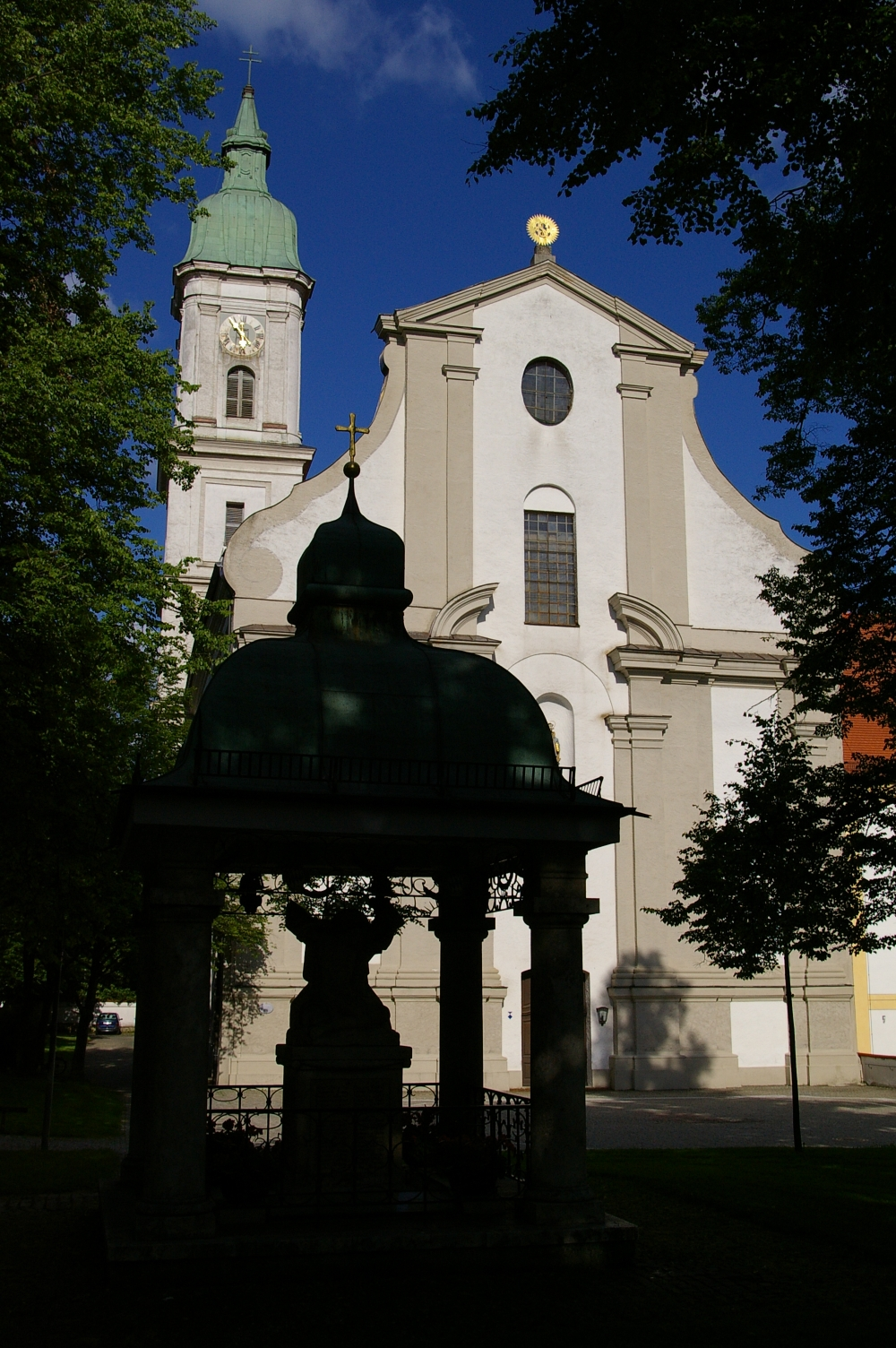
Kostel sv. Petra a Pavla (kolem 1700)

## Partnerská města
- Arpajon, Francie, 1991
- Maria Wörth, Rakousko, 1978
- Obervellach, Rakousko, 1963
- San Candido, Itálie, 1969
- Škofja Loka, Slovinsko, 2004
- Waidhofen an der Ybbs, Rakousko, 1986